# Overheadfolie

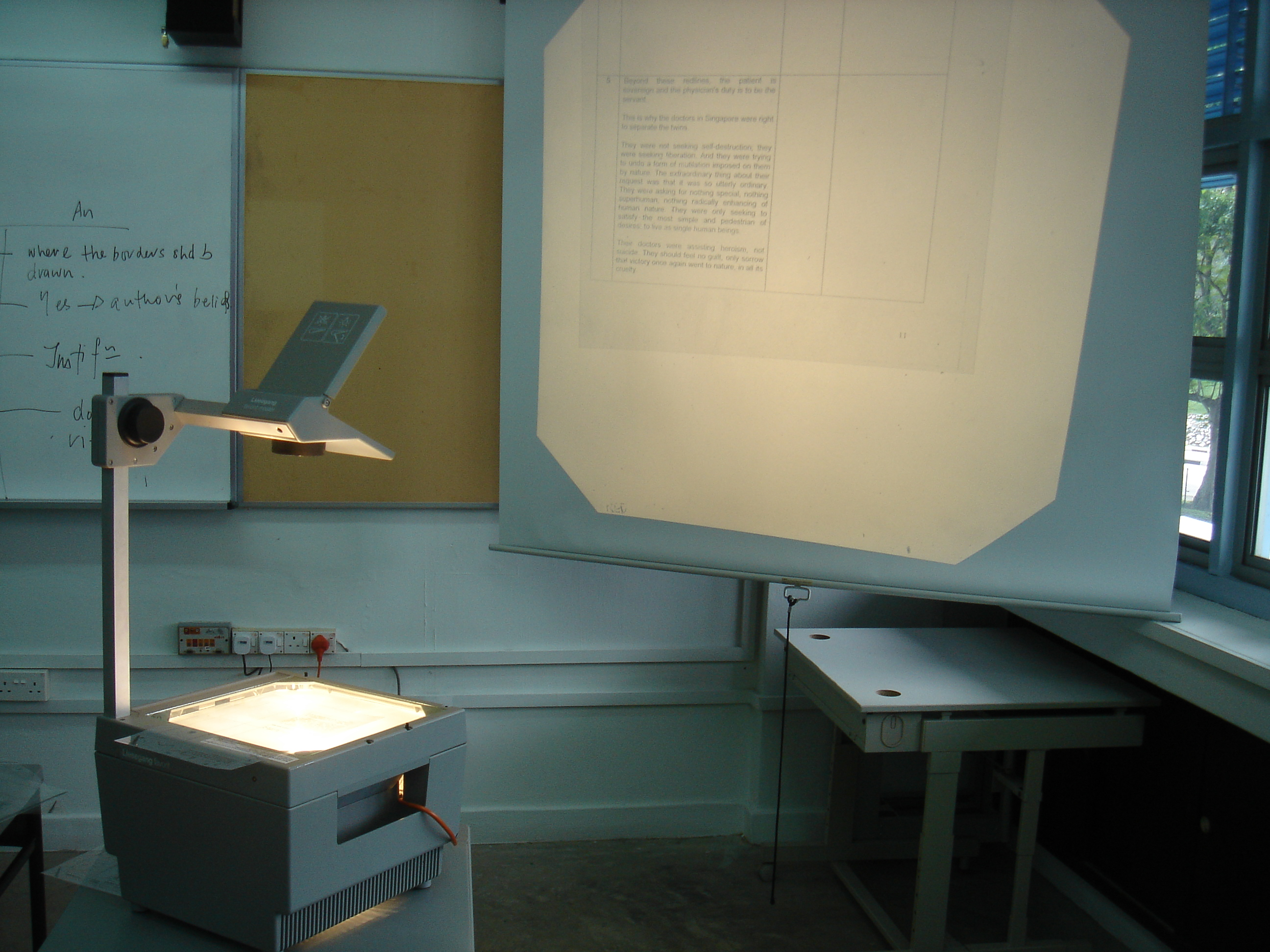
Overheadfolie im Einsatz

Als Overheadfolie oder Arbeitstransparent (kurz auch Transparent) wird eine für die Tageslichtprojektion geeignete, durchsichtige Folie (Blattfolie, kurz Folie) aus beschreib- oder bedruckbarem Polyethylenterephthalat oder Celluloseacetat bezeichnet. Obwohl heute mehr und mehr computergestützte Vortragstechniken eingesetzt werden, sind Overheadfolien für Wirtschaft und Schulen immer noch von Bedeutung. Auch in den Präsentations-Computerprogrammen werden die Seiten einer Präsentation noch als Folie bezeichnet (engl. hingegen slide für dt. Dia).

## Wortstamm, Herstellung, Arten und verwandte Folien
Der erste Wortteil ist englisch für über den Kopf (projiziert) und das deutsche Wort Folie im zweiten Teil kam ursprünglich von lateinisch folium für Blatt.
Die Folien werden – wie andere auch – als Rollenfolie in Bahnen hergestellt, haben eine Dicke von etwa 0,1 mm und ein Format von 21 × 29,7 cm (A4). Sie sind meist (je nach Qualität) in Verpackungen von 10 bis 100 Stück erhältlich.
Es gibt sie in verschiedenen Ausführungen: Zum Beschreiben mit speziellen Filzstiften, hitzebeständig für Kopierer und Laserdrucker, beschichtet (mit Gelatine, die die Tinte aufnimmt) für Tintenstrahldrucker (bzw. Farb-Kopierer, die auf Tintenstrahltechnik basieren).

Eine nicht hitzebeständige Folie kann in der Fixiereinheit eines Kopierers verkleben und zur Beschädigung oder zum Defekt des Gerätes führen.
Ähnliche – nur meist flexiblere – Folien werden in der Drucktechnik, für die thematischen „Ebenen“ von Landkarten und für die lichtempfindliche Schicht von Filmen verwendet.
Demgegenüber sind Verpackungs- oder Baufolien aus anderen Materialien, weil sie wetterfest und stabiler gegen Zugkräfte sein müssen.

## Ausführungen
Zur Nutzung von Overheadfolien als Projektionsvorlage ist es erforderlich, dass die verwendeten Farbstoffe lichtdurchlässig sind. Die Pigmente farbiger Toner sind dies in der Regel nicht. Das heißt auch wenn Folien mit einem Farblaserdrucker bedruckt werden können, erscheinen die Projektionen in der Regel schwarz/weiß bzw. in Grautönen. Der bedruckte Teil der Folie deckt die Fläche bei der Projektion schwarz ab. Geeignete Tintenstrahldrucker sind zur Herstellung von Overheadfolien / für Tageslichtprojektoren zu bevorzugen.
Eine Overheadfolie, die aus mindestens zwei zusammengehörigen Einzeltransparenten (Grundtransparent und Folgetransparent) besteht, bezeichnet man als Aufbautransparent. Dies ermöglicht, während der Projektion ein Bild schrittweise aufzubauen. Die mit einem Maskenausschnitt als lichtundurchlässige Begrenzung des Bildes versehene Fassung für ein Transparent oder ein Aufbautransparent wird als Transparentrahmen bezeichnet. Um ein oder mehrere ungefasste Transparente bei einem Arbeitsprojektor einfach und genau auf der Nutzfläche positionieren zu können, wird ein Wechselrahmen verwendet.